# ジェームズ・ホームズ
ジェームズ・ホームズ（James Holmes RBA, 1777年 - 1860年2月24日）は、イギリスの画家である。風景画やミニアチュールの肖像画を描いた。1830年から1年間、英国王立美術家協会の会長も務めた。

## 略歴
セントラル・ロンドンのクラーケンウェル（Clerkenwell）の宝石商の息子に生まれた。版画家のロバート・ミッチェル・ミドーズ（Robert Mitchell Meadows: 1763–1812）の弟子になった。1796年からロイヤル・アカデミー・オブ・アーツの美術学校で学び始めた。1798年からアカデミーの展覧会に出展を始めた。版画家としても1800年に画家のジョン・ハズリット（John Hazlitt: 1767-1837）の原画にもとずく肖像版画をスティップル・エングレーヴィングの技法で制作している。フルート奏者としても才能に優れ、音楽家のヴィンセント・ノヴェロ（Vincent Novello）からは音楽の道に進むことを勧められた 。
1798年から1849年の間にロイヤル・アカデミーでミニアチュールなど21点の作品を出展した。水彩画を主に描くようになり、1813年に水彩画家協会（Society of Painters in Water Colours）の会員になり、1920年までその展覧会に出展したが、1822年に協会を退会した。1824年に英国芸術家協会の創立会員になり、1850年まで主にミニアチュールを出展した。1829年に協会の会長に選ばれ、1年間その職を務めた。ミニアチュールでの肖像画家として成功を収めた。ホームズがミニアチュール肖像画を制作した人物には詩人のバイロンや、国王ジョージ4世がいて、ジョージ4世とはともに音楽を演奏するほど親しくなった。ホームズの作品のいくつかは版画にされて出版された。
引退してシュロップシャーで過ごした。

## 作品

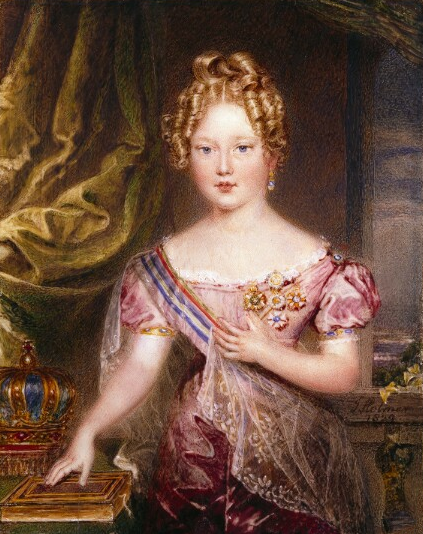
マリア2世 (ポルトガル女王) (1829)
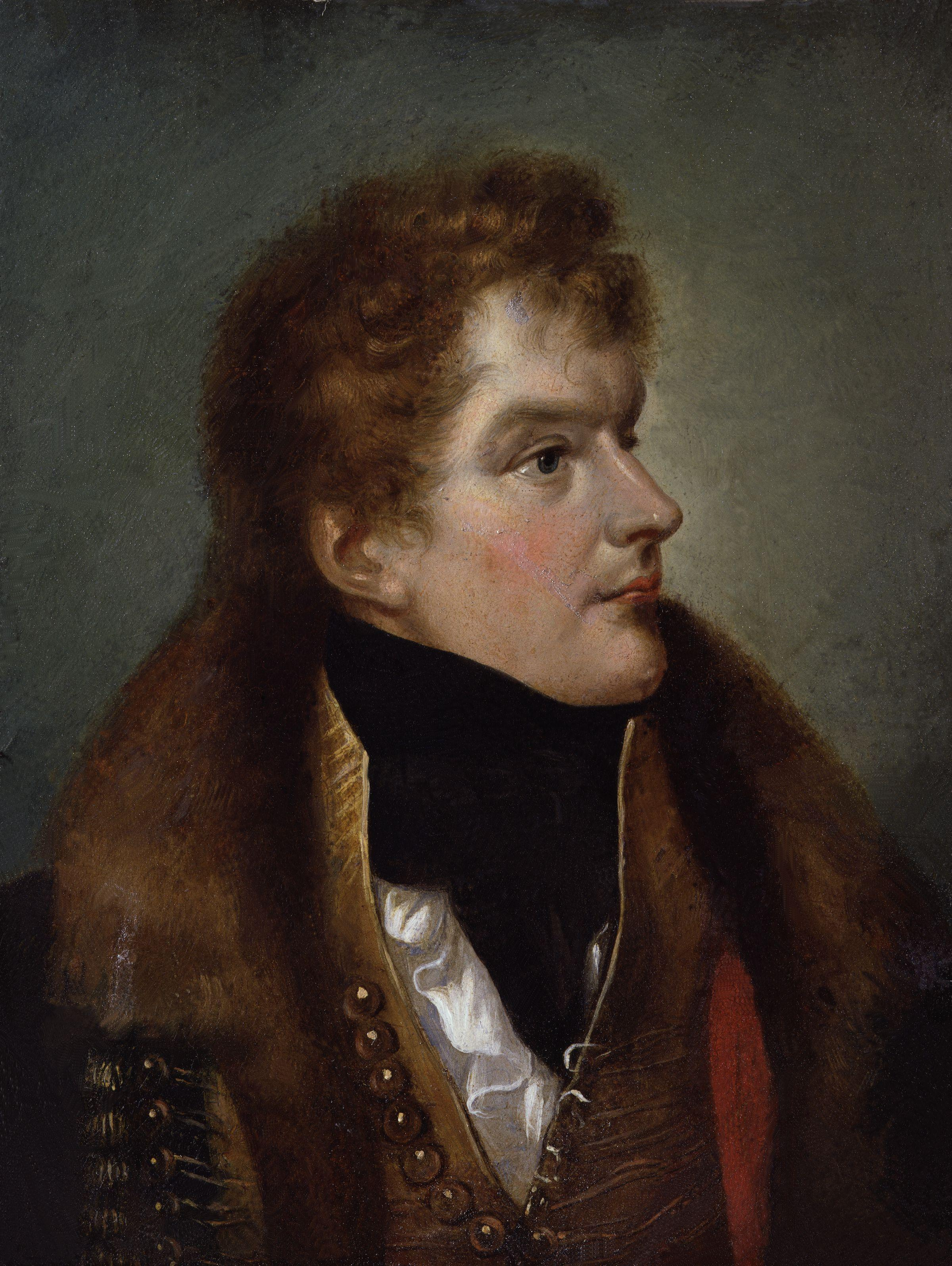
チャールズ・ガーディナー (初代ブレッシントン伯爵)(c.1812) ナショナル・ポートレート・ギャラリー
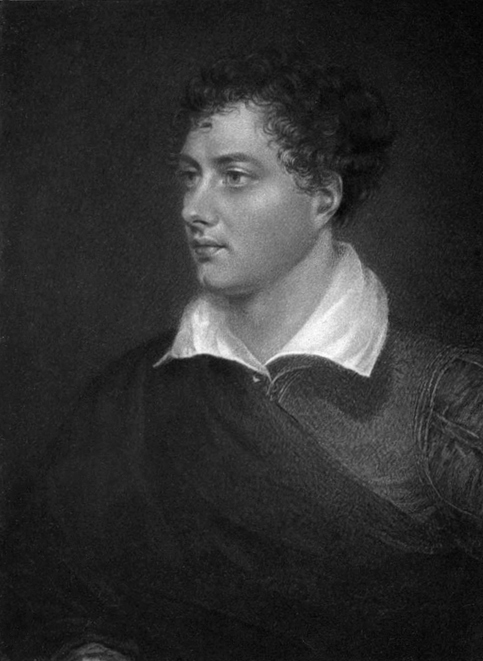
1815年のホームズの原画によるバイロンの肖像画
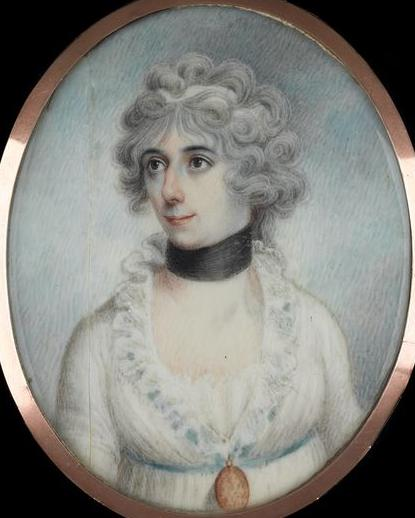
女性のミニアチュール(c.1820) 国立海事博物館